# PGC 4435
LEDA/PGC 4435 ist eine Balken-Spiralgalaxie vom Hubble-Typ SBc im Sternbild Tukan am Südsternhimmel, die schätzungsweise 214 Millionen Lichtjahre von der Milchstraße entfernt ist. Die Galaxie ist Teil der 10 Mitglieder zählenden NGC 434-Gruppe (LGG 19).

Im selben Himmelsareal befindet sich u. a. die Galaxie NGC 434 und NGC 440.